# 月レーザー測距実験

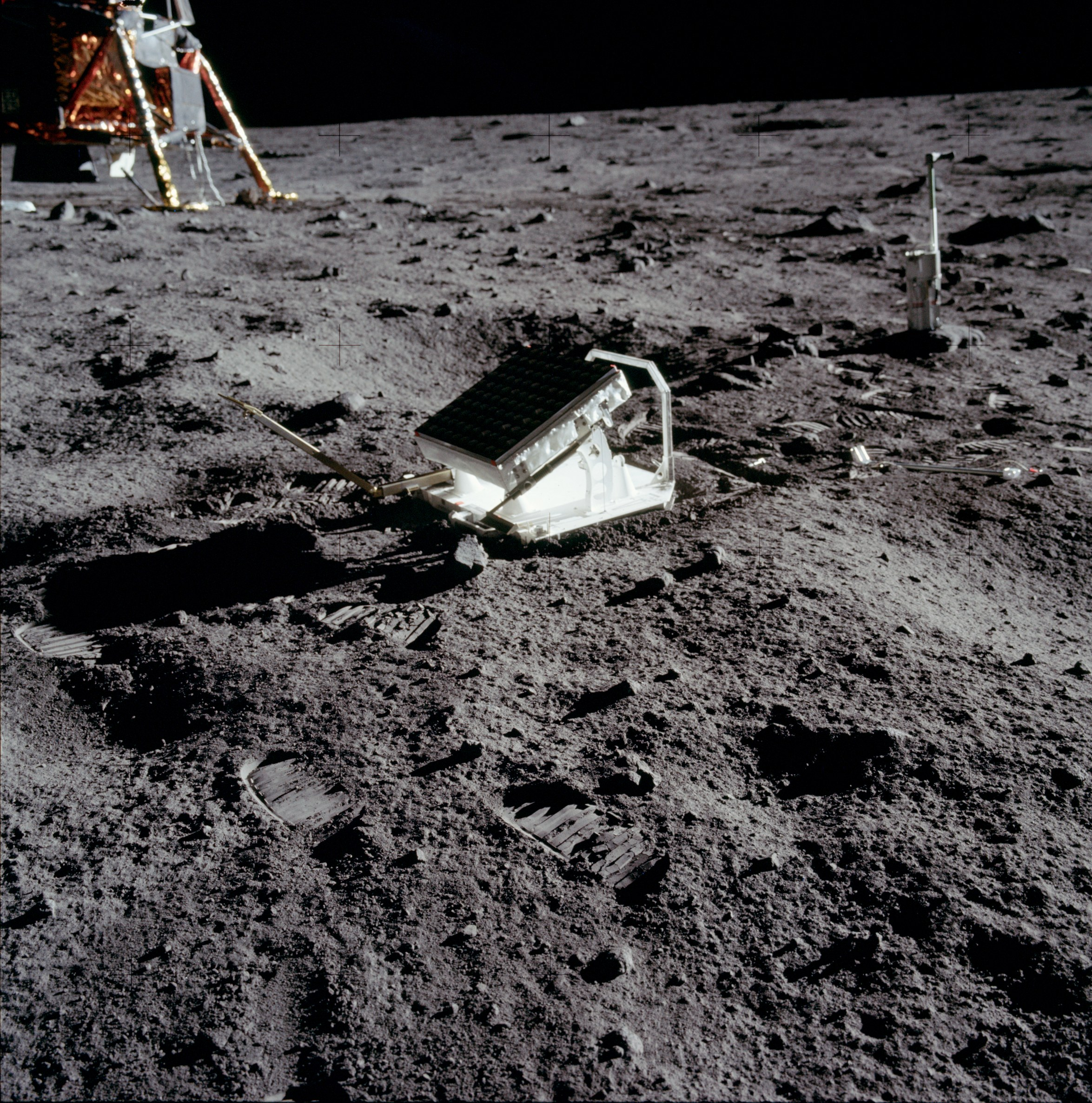
アポロ11号のミッションでの月レーザー測距実験

月レーザー測距実験（つきレーザーそくきょじっけん、英語: Lunar Laser Ranging experiment）あるいは月レーザー測距（つきレーザーそくきょ、英語: Lunar Laser Ranging; LLR）は、LIDARを用いた地球と月の距離の測定である。地球上のレーザーで、アポロ計画により月面に設置された再帰反射器（コーナーキューブ）を狙い、反射した光が戻ってくるまでの時間を測定する。

## 初期の試験、アポロ、ルノホート

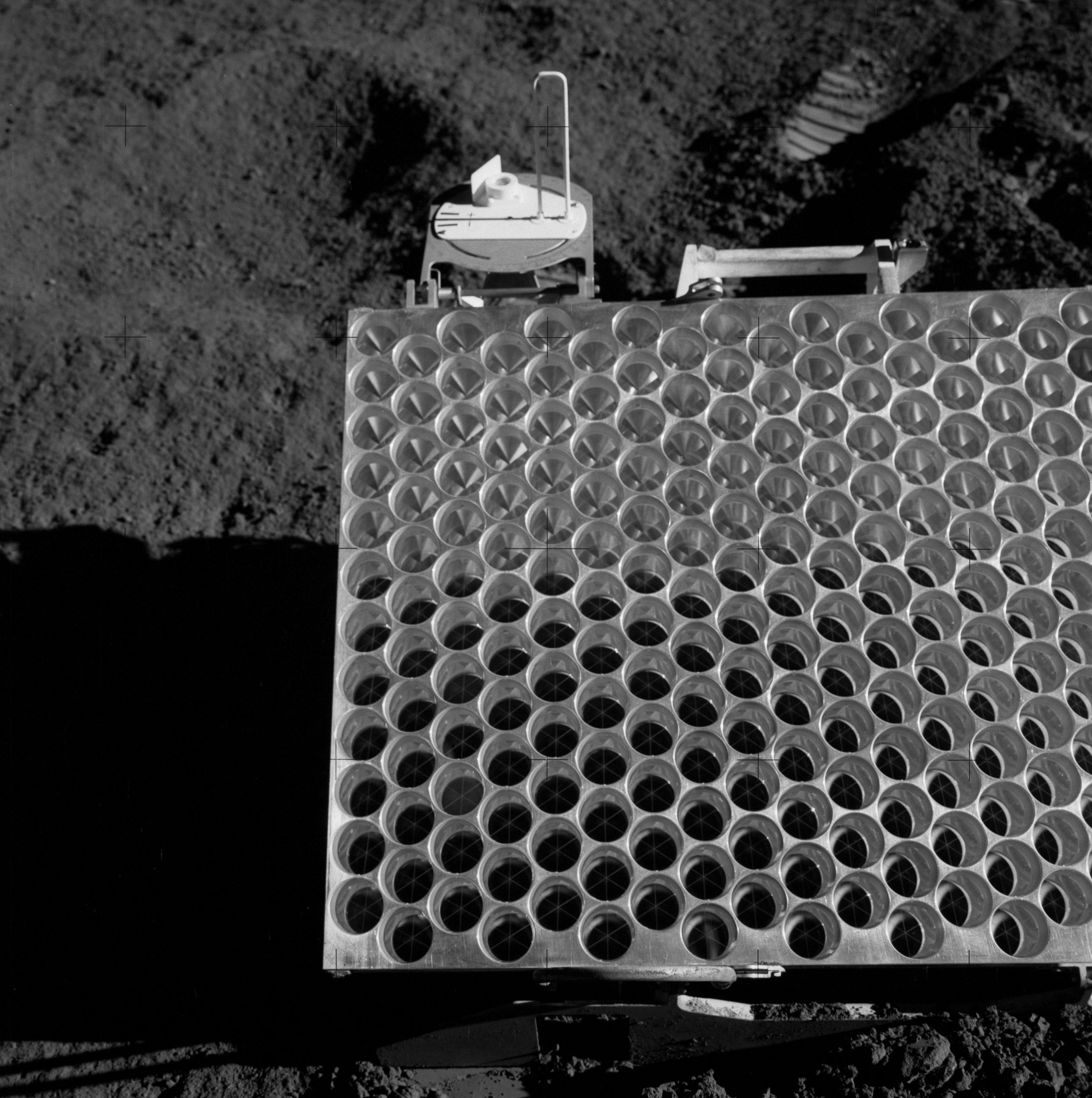
アポロ15号のミッションで用いられた再帰反射器

アポロ15号のミッションで用いられた再帰反射器の模式図

1962年、マサチューセッツ工科大学のチームが初めて反射レーザーのミリ秒パルスを観測することに成功した。同様の測定は、クリミア天体物理天文台のチームにおいても、Qスイッチのルビーレーザーを用いて同年になされている。1969年7月21日に、アポロ11号の乗組員によって再帰反射器アレーが月面に設置されると精度が更に向上した。アポロ14号とアポロ15号では、さらに2つの再帰反射器アレーが設置され、実験に貢献した。月までの距離の測定は、リック天文台、アリゾナ州の空軍ケンブリッジ研究所月測距観測所、フランスのピク・デュ・ミディ天文台、東京天文台、テキサス州のマクドナルド天文台によって初めて報告された。
ソビエト連邦のルノホート1号とルノホート2号によっても同様のアレーが運ばれた。ルノホート1号からの反射シグナルは当初は受信されたが、1971年以降は、2010年4月にカリフォルニア大学のチームがルナー・リコネサンス・オービターの画像からアレーを再発見するまで、検出されなくなった。ルノホート2号のアレーは、地球にシグナルを返し続けた。ルノホートのアレーは、アポロ計画のものと同じように、太陽からの直射光を受けて性能が落ちていった。
アポロ15号のアレーは、先の2度のアポロ計画で設置されたものと比べて3倍の大きさを持つ。その大きさにより、最初の25年間で行われた実験のうち、4分の3の標的となってきた。それ以降の技術の進歩によって、より小さなアレーが用いられるようになった。

## 詳細
月までの距離は、次の式を用いて概算値を求めることができる。
距離 = (光速 × 往復の時間) / 2
実際は、往復で約2.5秒は、地球と月の相対運動、地球の自転、月の秤動、気象、極運動、地球の大気による伝播遅延、地殻運動や潮汐作用による観測局の運動、大気中の経路による光速の差、相対性理論による効果等の影響を受ける。それにも拘らず、地球と月の間の距離は、過去35年間で最も高い精度で求められた。様々な理由により、観測毎の距離は異なるが、平均値は約38万4,467kmであった。
月の表面では、ビームはわずか約6.5kmの幅であり、これは3km離れたところから動く10セント硬貨をライフル銃で撃つようなものだと喩えられる。反射光は裸眼では見えないほど弱く、数秒毎に反射器に向けて発射される1017個の光子のうち地球に戻ってくるのは、良い条件の時でわずか1個である。レーザーは高い単色性をもつため、この光子はレーザーを反射したものだと判断できる。これは、史上最も正確な距離測定の1つであり、ロサンゼルスとニューヨークの間の距離を100分の1インチ精度で測定することに匹敵する。2002年時点で、反射器の性能は年を経る事に悪くなっているが、月と地球の間の距離をmm単位の精確さで測定するための研究が続けられている。

## 結果
長期間の実験による発見は次のとおり：
- 月は、年間 3.8 cm の速さで、地球かららせん状に遠ざかっている[6][8][9][10]。この速度は、異常に速いと言われる[11]。
- 月は、恐らく半径の20%程度の液体の核を持つ[3]。
- 万有引力理論は非常に安定している。この実験では、1969年以降、ニュートンの重力定数Gの上限を、1011分の1引き上げただけである[3]。
- ノルドベッド効果（英語版）は、高い確度で排除され[12][13]、強い等価原理の妥当性が示唆された。
- アインシュタインの一般相対性理論は、月の軌道を高い精度で予測した[3]。

月面の反射器の存在は、アポロ計画陰謀論への反証として利用されてきた。例えば、 APOLLO Collaboration の光子パルスのパターンは、既知の着陸地点の付近に反射器が存在することと整合している。

## ギャラリー

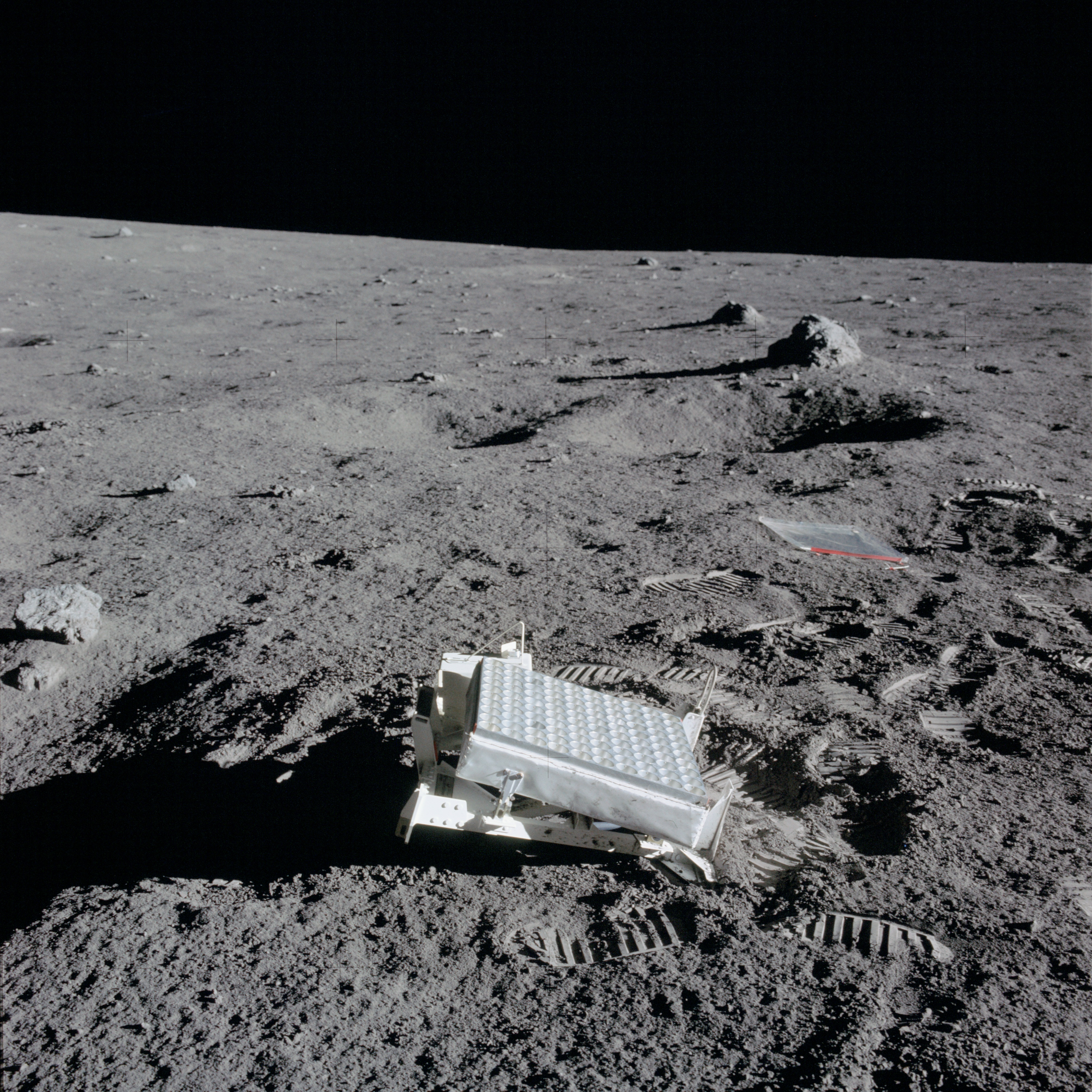
アポロ14号の反射器
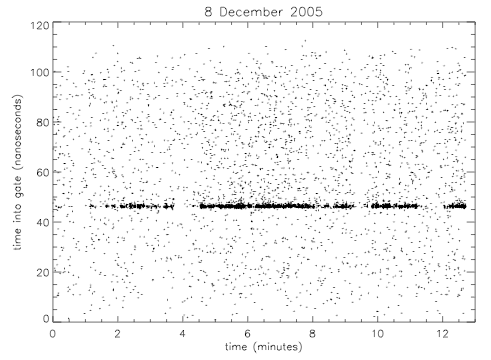
APOLLO Collaborationの光子パルスの帰還時間
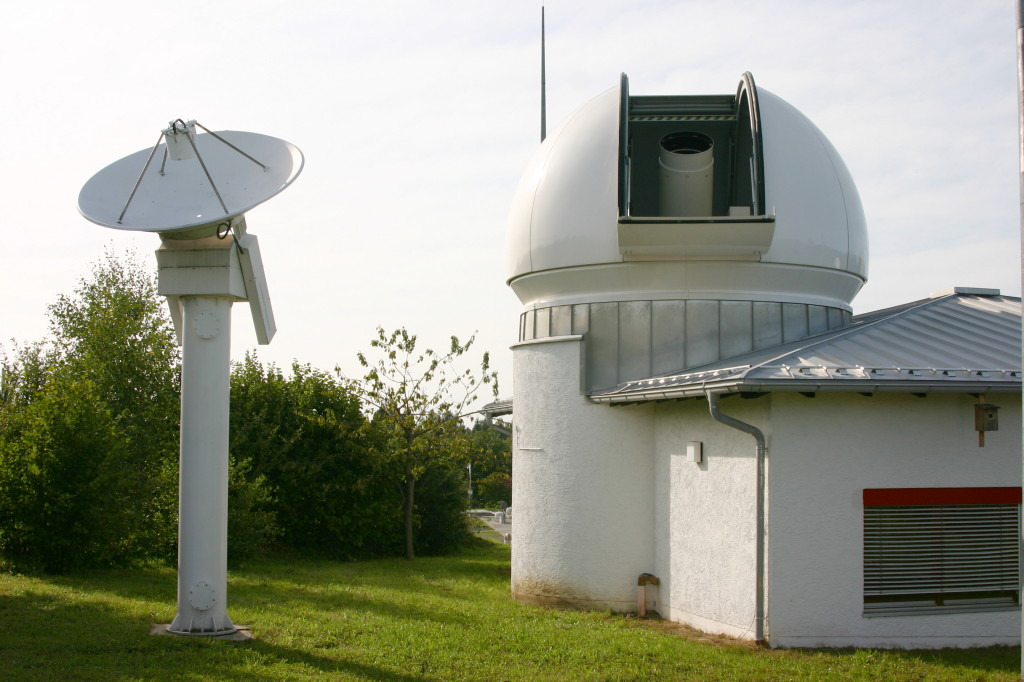
ドイツにある月レーザー測距実験の地上局
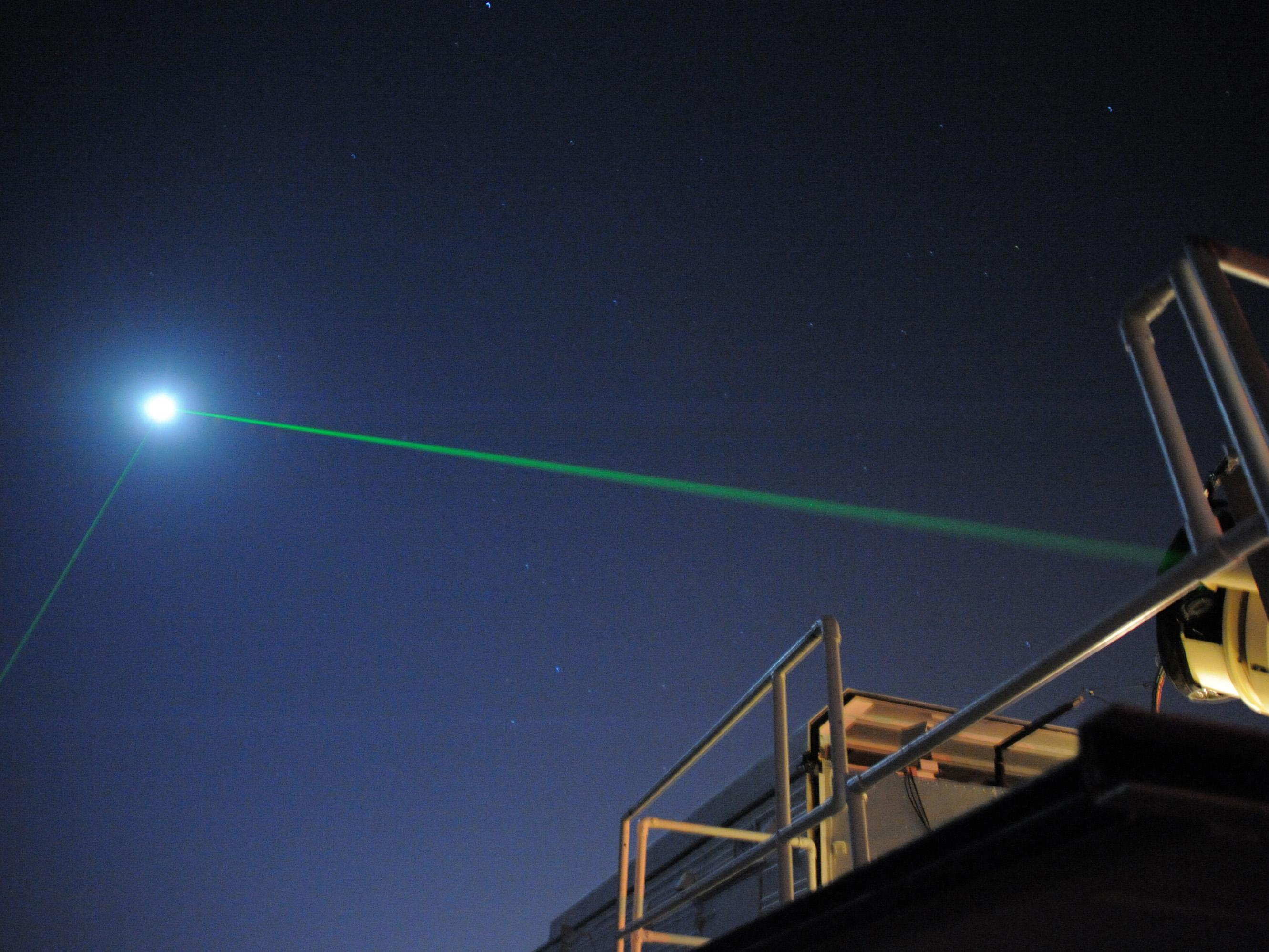
レーザー施設